# Quicksilver (album)
| Recensione | Giudizio |
| ---------- | -------- |
| AllMusic   |          |

Quicksilver è il sesto album dei Quicksilver Messenger Service, pubblicato nel novembre del 1971 dalla Capitol Records.
Nel gruppo importanti cambiamenti d'organico: lasciano la band prima dell'incisione del disco John Cipollina, David Freiberg e Nicky Hopkins.

## Tracce
Lato A
1. Hope – 3:00 (Dino Valenti)
2. I Found Love – 3:53 (Gary Duncan)
3. Song for Frisco – 4:56 (Dino Valenti)
4. Play My Guitar – 4:41 (Dino Valenti)
5. Rebel – 2:59 (Brano tradizional arrang. : Dino Valenti)

Lato B
1. Fire Brothers – 3:07 (Gary Duncan)
2. Out of My Mind – 4:32 (Dino Valenti)
3. Don't Cry My Lady Love – 5:10 (Dino Valenti)
4. The Truth – 6:56 (Dino Valenti)

## Musicisti
- Dino Valenti - chitarra, voce, flauto, percussioni
- Gary Duncan - voce, chitarra
- Chuck Steaks - pianoforte, organo
- Mark Ryan - basso
- Greg Elmore - batteria, percussioni